# Northern Lights (gruppo musicale canadese)

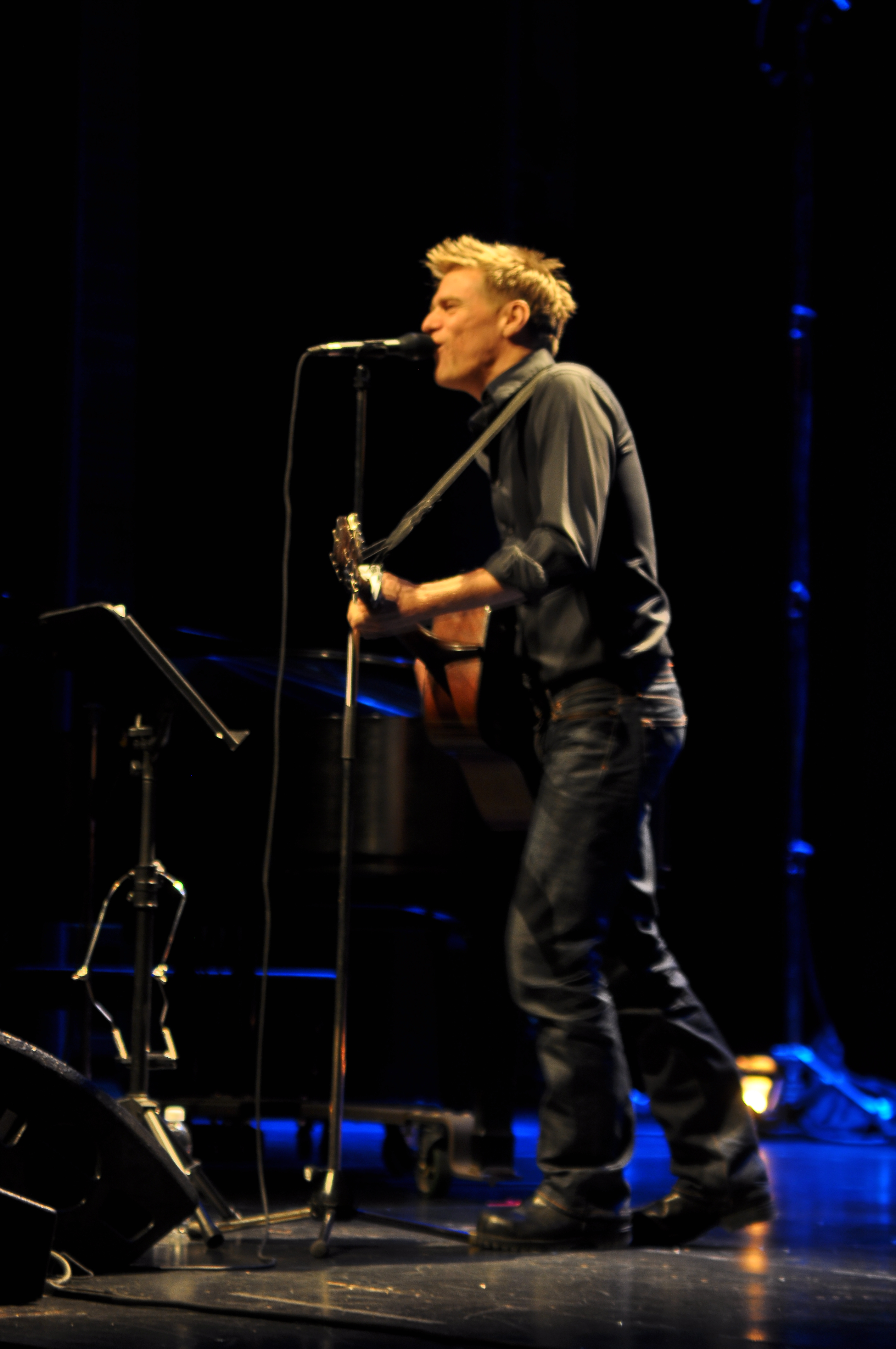
Bryan Adams, partecipante all'iniziativa Northen Lights

Northern Lights è stato il nome usato dal supergruppo di musicisti canadesi, organizzato dal manager musicale Bruce Allen, per registrare il singolo "Tears Are Not Enough".
Come per la Band Aid (che registrò "Do They Know It's Christmas?" nel 1984) e USA for Africa (che registrò "We Are the World") poche settimane dopo nel 1985), i ricavati furono donati alla popolazione dell'Etiopia colpita in quegli anni da una carestia. Il Live Aid seguì a queste tre composizioni il 13 luglio 1985.

## Artisti partecipanti[1]
I cantanti che cantano da solisti nella canzone sono:
- Gordon Lightfoot
- Burton Cummings, artista solista e membro di The Guess Who
- Anne Murray
- Joni Mitchell
- Dan Hill
- Neil Young, artista solista e membro dei Buffalo Springfield, Crosby, Stills, Nash & Young, e Crazy Horse
- Bryan Adams
- Corey Hart
- Bruce Cockburn
- Geddy Lee, artista solista e membro dei Rush
- Mike Reno, artista solista e membro dei Loverboy

I cantanti che cantano in coppie o gruppi di tre sono:
- Liberty Silver
- Carroll Baker
- Ronnie Hawkins
- Murray McLauchlan
- Véronique Béliveau
- Robert Charlebois
- Claude Dubois
- Donny Gerrard, artista solista e membro di Skylark
- Lisa Dalbello
- Alfie Zappacosta
- Paul Hyde dei The Payola$
- Carole Pope dei Rough Trade
- Salome Bey
- Mark Holmes, membro dei Platinum Blonde
- Lorraine Segato dei The Parachute Club

Hanno partecipato come strumentisti o come coriste nel ritornello della canzone:
- Liona Boyd
- John Candy, attore e comico
- Tom Cochrane, artista solista e membro dei Red Rider
- Brian Good, membro dei The Good Brothers
- Tommy Hunter
- Martha Johnson
- Marc Jordan
- Baron Longfellow
- Richard Manuel, membro dei The Band
- Frank Mills
- Kim Mitchell
- Bruce Murray, artista solista e fratello di Anne Murray
- Aldo Nova
- Catherine O'Hara, attrice e comica
- Oscar Peterson
- Colina Phillips, artista solista
- Paul Shaffer, leader dei The CBS Orchestra
- Jane Siberry
- Wayne St. John, artista solista
- Ian Thomas
- Sylvia Tyson
- Sharon Williams, artista solista